# 엄용수 (1965년)
엄용수(嚴龍洙, 1965년 1월 20일 ~ )는 대한민국의 공인회계사, 정치인이다. 제10·11대 밀양시장을 지냈으며 20대 국회의원을 지냈다.

## 생애
2006년 열린우리당 소속으로 밀양시장에 당선되었으나 2008년 통합민주당을 탈당하였고 2010년 3월 한나라당에 입당해 밀양시장 재선에 성공하였다. 2014년 제6회 지방 선거를 앞두고는 밀양시장 선거에 불출마할 것을 선언하였고 3선에 도전하지 않았다. 2016년 제20대 총선 경남 밀양시·의령군·함안군·창녕군 새누리당 경선에서 현역 의원인 조해진 의원을 꺾고 공천을 받았으며, 본선에서 무소속으로 출마한 조해진 의원을 제치고 당선되었다. 그러나 2019년 11월 15일 정치자금법 위반으로 대법원에서 의원직 상실 형을 선고받아 의원직을 상실했다.

## 학력
- 상남초등학교 (48회)
- 동명중학교 (33회)
- 밀양고등학교 (10회)
- 연세대학교 경영학 학사

## 경력
- 1989 ~ 1992 안건회계법인 공인회계사
- 1992 ~ 2006 공인회계사 엄용수 사무소
- 1999 ~ 2002 밀양대학교 겸임교수
- 밀양시청 시세심사위원
- 창원지방법원 밀양지원 가사조정위원
- 민주평화통일자문회의 자문위원
- 열린우리당 선진경제도약특별위원회 부위원장
- 2006.07 ~ 2014.06 제10·11대 민선 5·6기 경상남도 밀양시장
- 2016.05 ~ 2020.05 제20대 국회의원 (경남 밀양시/의령군/함안군/창녕군, 새누리당→자유한국당)
  - 2016.06 ~ 2018.05 제20대 국회 전반기 기획재정위원회 위원
  - 2016.09 ~ 2017.07 제20대 국회 지방재정분권특별위원회 위원
  - 2016.12 ~ 2018.05 제20대 국회 전반기 운영위원회 위원
  - 2017.06 ~ 2018.05 제20대 국회 전반기 예산결산특별위원회 위원
  - 2018.07 ~ 2019.11 제20대 국회 후반기 기획재정위원회 위원
- 2016.12 ~ 2017.02 새누리당 원내부대표
- 2017.02 ~ 2017.12 자유한국당 원내부대표
- 2017.03 자유한국당 소상공인특별위원회 위원
- 2024.11 ~ 경상남도청 정무특별보좌관

## 논란

### 정치자금법 위반 혐의
정치자금법 위반 혐의로 구속돼 재판을 받고 있는 차정섭 함안군수의 비리 수사 중 엄용수 의원의 보좌관 유모씨가 2억의 불법 정치자금을 받은 혐의가 포착되어 엄용수 의원 사무실에서 긴급체포되었다. 보좌관 유모씨는 20대 총선에서 엄용수 의원의 선거 참모 역할을 하면서 지역에서 사업을 하는 안모씨로부터 선거자금 명목으로 2억 원의 불법 정치자금을 받은 혐의가 있으며 이는 안모씨가 차정섭 함안군수의 비서실장에게도 뇌물을 건넨 혐의로 수사를 받는 중에 포착되었다. 검찰은 엄용수 의원의 연루 가능성도 열어 두고 있는 것으로 알려졌으나 "자세한 내용은 수사 단계라 밝힐 수 없다"고 말했다.
엄용수 의원 보좌관 재판도중 엄용수 의원이 직접 2억을 달라고 요구했다는 법정진술이 나왔다. 부동산 개발업자 안모(56)씨는 지난 2016년 4월 2일 엄 의원의 차량에서 엄 의원과 만난 자리에서 "엄 의원이 2억원만 도와달라"고 말했다고 증언했다. 안씨는 검찰 신문에서 "2016년 4월 2일 아침 9시 10분에서 30분 사이에 엄 의원의 밀양 선거캠프 주차장에서 검은색 카니발 차량에 타고 있던 엄 의원을 만났다"며 "엄 의원이 '선거가 박빙이라 참 어렵다. 2억 원만 도와달라'고 했다"고 진술했다.
2017년 12월 11일 정치자금법 위반 혐의로 불구속 기소되었다. 2018년 11월 1일 창원지법에서 열린 1심에서 정치자금법 위반 혐의에 대해 징역 1년 6개월 실형, 추징금 2억 원을 선고받았다. 법정 구속은 되지 않았다. 2019년 8월 14일 부산고법 창원재판부에서 열린 2심에서 원심이 유지되었다. 2019년 11월 15일 대법원에서 열린 3심에서도 원심을 유지하면서 결국 의원직을 상실했다.

## 역대 선거 결과
|  | 40.69% |

|  | 49.24% |

|  | 41.60% |